# Bundesliga Femenina 1998-99
La Bundesliga Femenina 1998-99 fue la 9.ª edición de la máxima categoría de la liga de fútbol femenino de Alemania. Comenzó el 22 de agosto de 1998 y terminó el 23 de mayo de 1999. El equipo campeón fue 1. FFC Frankfurt y el subcampeón FCR 2001 Duisburg.

## Clasificación
| Pos. | Equipo                   | Pts. | PJ | G  | E | P  | GF | GC | Dif. | Clasificación o descenso  |
| ---- | ------------------------ | ---- | -- | -- | - | -- | -- | -- | ---- | ------------------------- |
| 1    | 1. FFC Frankfurt (C)     | 59   | 22 | 19 | 2 | 1  | 96 | 11 | +85  | Campeón                   |
| 2    | FCR 2001 Duisburg        | 56   | 22 | 18 | 2 | 2  | 77 | 14 | +63  |                           |
| 3    | Sportfreunde Siegen      | 37   | 22 | 10 | 7 | 5  | 32 | 28 | +4   |                           |
| 4    | 1. FFC Turbine Potsdam   | 29   | 22 | 7  | 8 | 7  | 41 | 39 | +2   |                           |
| 5    | FSV Frankfurt            | 29   | 22 | 7  | 8 | 7  | 26 | 31 | −5   |                           |
| 6    | WSV Wolfsburg-Wendschott | 27   | 22 | 7  | 6 | 9  | 39 | 48 | −9   |                           |
| 7    | 1. FC Saarbrücken        | 24   | 22 | 6  | 6 | 10 | 21 | 31 | −10  |                           |
| 8    | 1. FFC Niederkirchen     | 24   | 22 | 7  | 3 | 12 | 26 | 54 | −28  |                           |
| 9    | Brauweiler Pulheim       | 23   | 22 | 6  | 5 | 11 | 29 | 51 | −22  |                           |
| 10   | SC 07 Bad Neuenahr       | 23   | 22 | 5  | 8 | 9  | 18 | 43 | −25  |                           |
| 11   | Heike Rheine             | 22   | 22 | 6  | 4 | 12 | 29 | 44 | −15  | Desciende a 2. Bundesliga |
| 12   | SC Freiburg              | 11   | 22 | 2  | 5 | 15 | 18 | 58 | −40  | Desciende a 2. Bundesliga |

 Fuente: 

## Goleadoras

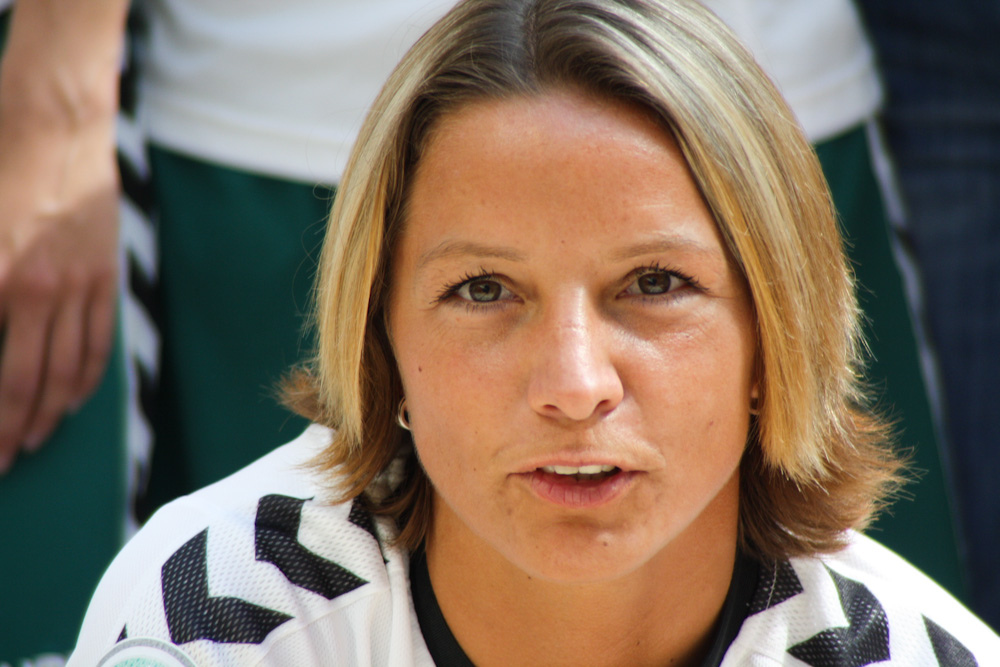
Inka Grings, goleadora de la temporada.

| Posición | Jugadora       | Club                     | Goles |
| -------- | -------------- | ------------------------ | ----- |
| 1        | Inka Grings    | FCR 2001 Duisburg        | 25    |
| 2        | Claudia Müller | 1. FFC Frankfurt         | 20    |
| 2        | Birgit Prinz   | 1. FFC Frankfurt         | 20    |
| 4        | Heidi Mohr     | 1. FFC Niederkirchen     | 18    |
| 5        | Monika Meyer   | 1. FFC Frankfurt         | 17    |
| 6        | Maren Meinert  | FCR 2001 Duisburg        | 15    |
| 7        | Doris Fitschen | 1. FFC Frankfurt         | 13    |
| 7        | Carmen Holinka | Brauweiler Pulheim       | 13    |
| 9        | Renate Lingor  | 1. FFC Frankfurt         | 11    |
| 9        | Bianca Mühe    | WSV Wolfsburg-Wendschott | 11    |